# Ezekiel Fryers
Ezekiel David Fryers (Manchester, 9 settembre 1992) è un ex calciatore inglese, di ruolo difensore.

## Caratteristiche tecniche
Ricopre prevalentemente il ruolo di difensore centrale; può essere impiegato anche come terzino.

## Carriera

### Club

#### Manchester United
Fryers si è unito all'Academy del Manchester United nel 2009. Durante la stagione 2010-2011 ha subìto un grave infortunio al ginocchio che lo ha tenuto fuori dai giochi per gran parte della stagione. Nella stagione successiva riesce a debuttare in prima squadra in una partita di Coppa di Lega inglese contro il Leeds. Ha fatto il suo debutto in Premier League nella stagione 2011-2012 contro il Wolverhampton, sostituendo Patrice Evra al 68'. Il 26 dicembre 2011 gioca la sua seconda partita in Premier, sostituendo al 46' Jonny Evans nella partita contro il Wigan.

#### Standard Liegi
Il 23 agosto 2012 va in Belgio e firma un contratto di 2 anni con lo Standard Liegi, che già da tempo aveva nutrito interesse verso di lui. Con la squadra belga ha collezionato solo 7 presenze.

#### Tottenham
Nella sessione invernale di gennaio del calciomercato 2013 passa al Tottenham, tornando così dopo appena 6 mesi in Inghilterra.

### Nazionale
Fryers ha rappresentato il suo Paese a livello di Under-16, Under-17, Under-19 e Under-21.

## Statistiche

### Presenze e reti nei club
Statistiche aggiornate al 17 novembre 2017.
| Stagione              | Squadra               | Campionato            | Campionato | Campionato | Coppe nazionali | Coppe nazionali | Coppe nazionali | Coppe continentali | Coppe continentali | Coppe continentali | Altre coppe | Altre coppe | Altre coppe | Totale | Totale |
| Stagione              | Squadra               | Comp                  | Pres       | Reti       | Comp            | Pres            | Reti            | Comp               | Pres               | Reti               | Comp        | Pres        | Reti        | Pres   | Reti   |
| --------------------- | --------------------- | --------------------- | ---------- | ---------- | --------------- | --------------- | --------------- | ------------------ | ------------------ | ------------------ | ----------- | ----------- | ----------- | ------ | ------ |
| 2011-2012             | Manchester Utd        | PL                    | 2          | 0          | FACup+CdL       | 0+3             | 0               | UCL                | 1                  | 0                  | -           | -           | -           | 6      | 0      |
| 2012-gen. 2013        | Standard Liegi        | D1                    | 7          | 0          | CB              | 0               | 0               | -                  | -                  | -                  | -           | -           | -           | 7      | 0      |
| 2013-2014             | Tottenham             | PL                    | 7          | 0          | FACup+CdL       | 0+2             | 0               | UEL                | 7                  | 0                  | -           | -           | -           | 16     | 0      |
| 2014-gen. 2015        | Crystal Palace        | PL                    | 1          | 0          | FACup+CdL       | 0+1             | 0               | -                  | -                  | -                  | -           | -           | -           | 2      | 0      |
| gen.-mar. 2015        | Rotherham Utd         | FLC                   | 10         | 0          | FACup+CdL       | -               | -               | -                  | -                  | -                  | -           | -           | -           | 10     | 0      |
| mar.-mag. 2015        | Ipswich Town          | FLC                   | 3          | 0          | FACup+CdL       | -               | -               | -                  | -                  | -                  | -           | -           | -           | 3      | 0      |
| 2016-2017             | Crystal Palace        | PL                    | 8          | 0          | FACup+CdL       | 3+1             | 0               | -                  | -                  | -                  | -           | -           | -           | 12     | 0      |
| Totale Crystal Palace | Totale Crystal Palace | Totale Crystal Palace | 9          | 0          |                 | 5               | 0               |                    | -                  | -                  |             | -           | -           | 14     | 0      |
| 2017-2018             | Barnsley              | FLC                   | 5          | 1          | FACup+CdL       | 0+1             | 0               | -                  | -                  | -                  | -           | -           | -           | 6      | 1      |
| Totale carriera       | Totale carriera       | Totale carriera       | 43         | 1          |                 | 11              | 0               |                    | 8                  | 0                  |             | -           | -           | 62     | 1      |

## Palmarès

### Club

#### Competizioni giovanili
- FA Youth Cup: 1

Manchester United: 2010-2011